# Ґреґґ Кларк
Ґреґґ Кларк (англ. Gregg Clark, 11 січня 1971) — південноафриканський хокеїст на траві.
Учасник Олімпійських Ігор 1996, 2004 років.
Бронзовий призер Виклику чемпіонів 2003 року.